# Guilda de Canute

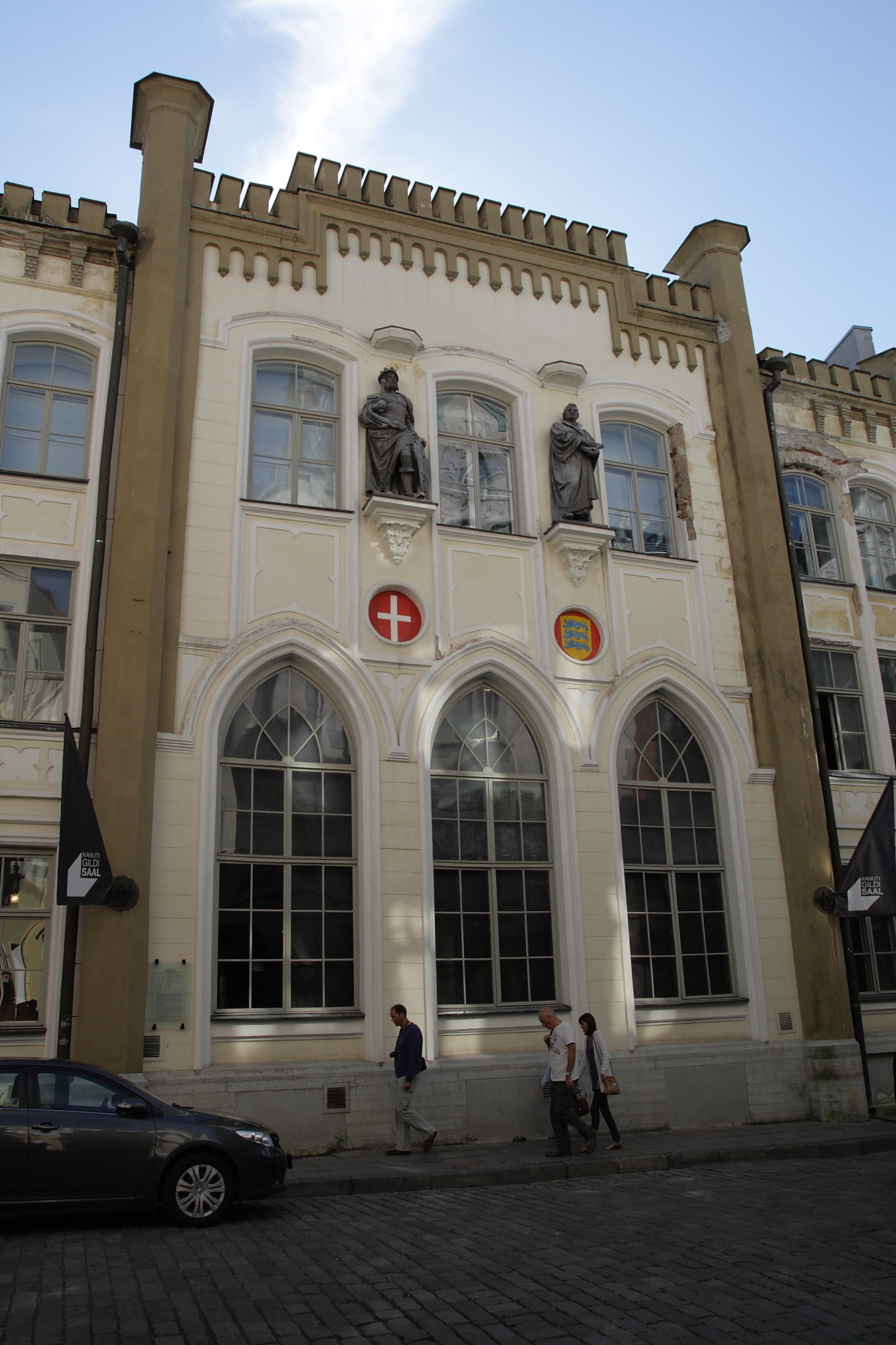
Casa da guilda de canute

Guilda de Canute (em estoniano:  Kanuti gild) foi uma guilda em Tallinn, na Estónia. A guilda foi nomeada em homenagem a Canuto Lavardo.
A guilda foi provavelmente fundada no século XIII. A primeira menção foi em 1326. No início, a guilda era composta por artesãos e mercadores. Após a criação da Grande Guilda (por volta do século XIV), os mercadores mudaram-se para a Grande Guilda.
Por nacionalidade, a maioria dos membros da guilda eram alemães. Para os estonianos, tornar-se membro de uma guilda era restrito, especialmente entre 1508 e 1698.
A guilda foi encerrada em 1920.